# Irena (księżniczka holenderska)
Irena, księżniczka Niderlandów, właśc.: Irene Emma Elisabeth (ur. 5 sierpnia 1939 w Baarn) − księżniczka Holandii, księżna Oranje-Nassau i Lippe-Biesterfeld.

## Zarys biografii
Urodziła się w Pałacu Soestdijk jako druga córka księżniczki Juliany, następczyni tronu Holandii, i jej męża księcia Bernharda. Jej starszą siostrą jest panująca w latach 1980-2013 królowa Beatrix. Wśród rodziców chrzestnych Ireny była Elżbieta Bowes-Lyon, ówczesna królowa Anglii.
29 kwietnia 1964 w rzymskiej bazylice Santa Maria Maggiore Irena poślubiła księcia Karola Hugona Parmeńskiego, karlistowskiego pretedenta do tronu Hiszpanii, w wyniku czego straciła prawo do sukcesji tronu Holandii. W maju 1981 para rozwiodła się, ale miała czworo dzieci:
- księcia Carlosa Javiera Bernardo Sixto Maríi, tytularnego księcia Parmy (ur. 27 stycznia 1970, w Nijmegen)

∞ Annemarie Gualthérie van Weezel
- księżniczki Margarity Maríi Beatriz, hrabiny Colorno (ur. 13 października 1972, Nijmegen)

∞ (1) Edwin de Roy van Zuydewijn
∞ (2) Tjalling ten Cate
- księcia Jaime Bernardo, księcia San Jaime, hrabiego Bardi (ur. 13 października 1972, w Nijmegen)

∞ Viktória Cservenyák
- księżniczki Maríi Caroliny Cristiny, księżnej Gernica, markizy Sala (ur. 23 czerwca 1974, w Nijmegen)

∞ Albert Brenninkmeijer